# Das geheimnisvolle Kochbuch
Das geheimnisvolle Kochbuch (Originaltitel Just Add Magic) ist eine US-amerikanische Kinder- und Jugendserie von Prime Video (Amazon). In Deutschland wurde die erste Staffel der Serie am 5. Februar 2016 veröffentlicht.

## Handlung
Die Serie handelt von Kelly Quinn und ihren beiden Freundinnen Darbie und Hannah. Auf dem Dachboden der Familie Quinn finden sie ein Kochbuch mit verschiedenen Rezepten. Das Kochen nach den Rezepten hat „magische“ Folgen.

### Staffel 1
In der lebendigen Stadt Saffron Falls sind die Teenagermädchen Kelly, Darbie und Hannah beste Freunde, die gerne kochen. Während sie einen Kuchen für den Geburtstag von Kellys Oma (die eine mysteriöse Krankheit hat und nicht reden und klar denken kann) backten, haben die Mädchen das Rezept mit einem alten Kochbuch gemacht, das sie auf dem Dachboden gefunden haben. Die Rezepte, die sie darin finden, haben seltsame Namen wie „Stillschweigetorte“ und „Hazelnut Healing Tart“ und erfordern ungewöhnliche Zutaten wie „Zitronia-Vanille“ und „Taurischer Thymian“. Die Mädchen gehen in den Laden von Mama P., um die Zutaten für die „Stillschweigetorte“ zu holen, und da niemand weiß, was sie brauchen, verrät Mama P., dass sie weiß, was die Zutaten sind, und sie gibt ihnen die Zitronia-Vanille. Sie backen den Kuchen, aber als Kellys Bruder Buddy und Hannah einen Bissen vom Kuchen essen und sich unfähig fühlen zu sprechen, merken die drei Freunde, dass es sich um Zaubersprüche handelt. Zur gleichen Zeit wie Hannah und Buddy schweigen, kann Darbie nicht aufhören zu reden. Aus diesem Grund erkennen sie auch, dass die Zaubersprüche mit einer Konsequenz verbunden sind.
Kelly, Darbie und Hannah untersuchen die magischen Rezepte und stellen sich den Versuchungen, mit Hilfe von Magie die alltäglichen Herausforderungen der Mittelschule zu überwinden. Sie kommen zu dem Schluss, dass Mama P. von der Magie weiß, weil sie anscheinend ein umfassendes Wissen über magische Zutaten hat. Außerdem entdecken sie, dass die gruselige Nachbarin Ms. Silvers auch eine Verbindung zur Magie hat, nachdem sie sie warnt, sich davon fernzuhalten und ihnen sagt, dass es zu gefährlich ist. Die Mädchen erkennen, dass sie die Beschützer des magischen Kochbuchs sind und dass es viele andere vor ihnen gab, darunter Mama P., Ms. Silvers und Kellys Großmutter Becky Quinn. Unter all dem hat Kelly ein übergeordnetes Ziel: das magische Rezept zu finden, das die mysteriöse Krankheit ihrer Großmutter beheben wird, auch wenn es bedeutet, die gruselige Mama P. oder die beängstigende Ms. Silvers zu ignorieren. Als die Mädchen zusammenarbeiten stellen sie fest, dass Kellys Großmutter Becky unter einem Fluch steht, ebenso wie Mama P. (deren Fluch sie nicht aus Saffron Falls herauslässt) und Ms. Silvers (deren Fluch sie nicht Klavier spielen lässt). Die Mädchen entdecken, während sie versuchen Becky Quinn von ihrem Fluch zu befreien, verschiedene Geheimnisse der Vergangenheit.

### Staffel 2

#### Teil 1
Nachdem Kelly, Hannah und Darbie die Stadt von Mama Ps Fluch mit ihrem „Letzte-Chance-Schichtkuchen“ befreit haben, brechen sie gleichzeitig auch Becky Quinn's und Gina Silvers' Fluch, so dass Becky Quinn wieder reden kann und Mrs. Silvers in der Öffentlichkeit Klavier spielen kann. Gleichzeitig erkennen sie, dass sie jeden Fluch gebrochen haben, was bedeutet, dass sie Chuck Hankins, einen Teenager aus den 60er Jahren, der plötzlich wegen des Apfels des Vergessens verschwunden war, geschaffen von Gina Silvers, Ida Perez (Mama P) und Rebecca Quinn (Grandma Quinn), zurückgebracht haben. Jetzt will er sich an den OKs (Original Köchen) Becky Quinn, Ms. Silvers und Mama P. rächen. Als Chuck seine Erinnerungen zurückbekommt, wird er viel gefährlicher als Becky es sich je vorgestellt hat, auch wenn er das Buch derzeit nicht berühren kann. Wenn Chuck es berührt, verbrennt er seine Finger.
Bei der Suche in der Bibliothek finden die Mädchen ein Bild einer Oberstufenklasse aus dem Jahr 1865, mit seinem Namen Charles Peizer. Die Mädchen erkennen, dass Chuck viel älter ist als die OK's und schon einmal verschwunden ist, aber im gleichen Alter geblieben ist. Chucks ursprünglicher Name ist Charles Peizer, seine Schwester war Rose Peizer und sie waren die Beschützer des Kochbuchs. Charles hatte die Absicht, das Buch für immer zu behalten und benutzte ein magisches Rezept dafür, aber das Rezept nahm Rose Peizer mit ins Buch und Charles blieb unsterblich. Als der Zauber der OK's (Original Köche) gebrochen wurde, erschien Chuck und traf die Reisende auf dem Weg dorthin, die ihren Körper opferte um einen Schutzzauber auf die Mädchen zu legen, um sie vor Chuck zu retten und schließlich verlor Chuck sein Gedächtnis, gewann es aber bald wieder. Die OK's (siehe oben) recherchieren mehr über Chucks Bild und finden heraus, dass die Peizers die reichste Familie während dieser Zeit waren und der West Peizer Park in Safran Falls ein Teil ihres Anwesens war.
Gleichzeitig erscheint ein seltsames Symbol im Kochbuch und während Kelly versucht, Jakes Fahrrad mit einem Reparaturzauber zu reparieren, „repariert“ sie das Symbol und vervollständigt es zu einer Zahl – 8529. Sie ist schockiert zu sehen, dass sich die Zahl ändert, wenn sie eine Reihe von Schritten in eine bestimmte Richtung macht. Sie folgt dem Buch und erreicht den West Peizer Park. Chuck hat einen unsichtbaren Wohnwagen direkt vor Kellys Augen, aber Kelly kann ihn nicht sehen. Die Mädchen versuchen, die Reisende um Hilfe zu bitten, aber sie erscheint in allen drei Träumen und sagt „Rose“ und dass das Buch in Gefahr ist und dass sie es schützen müssen, während sie das Buch im Traum in Brand stecken. Durch einen Unsichtbarkeitszauber und einen Superkraftzauber sind die Mädchen in der Lage, den Anhänger zu sehen und zu betreten. Dort entdecken sie, dass Chuck ein anderes Kochbuch hat, das Rezepte aus ihrem Kochbuch stiehlt. Sie können es stehlen und entdecken, dass Mama P's Morbiumsamen von Chuck gestohlen wurde. Mama P., die auch dort ist, stiehlt den Samen zurück, später haben ihn die ursprünglichen Köche verzaubert, indem sie ihn für immer in Lavender Heights bleiben ließen, was ihn davon abhielt, das Kochbuch zu nehmen und die magischen Zutaten zu stehlen. Allerdings benutzt Chuck einen anderen Zauber auf Jake, indem er Mama P's Morbium Samen benutzt und er gelangt in Jake's Körper, handelt als Jake, kennt ihre Pläne und hat Zugang zu den Gewürzen. Chuck verzaubert Hannah und versucht, sie gegen Rose zu tauschen aber Kelly und Darbie retten sie und brechen dabei Chucks Unsterblichkeitszauber, indem sie auch Roses brechen und sie aus dem Buch holen. Chuck und Rose gehen in ihre Zeit zurück und leben ihr Leben, wobei Rose 82 Jahre alt wird. Der West Peizer Park wird zum Rose Peizer Park.

#### Teil 2
Eine frühere Hüterin versucht, die Magie auszulöschen, weil sie Magie für alle Probleme verantwortlich macht. Sie lässt alle Hüterinnen die Magie vergessen, löscht alle Kräuter aus und zum Schluss auch den magischen Garten. Dann versucht sie, das Gedächtnis der drei Freundinnen auszulöschen und löscht dann ihr eigenes Gedächtnis, in der Vermutung, dass keiner mehr etwas von Magie wisse. Jedoch hatten die drei Freundinnen sich immun gekocht. Da sie aber keine Kräuter mehr haben – und der Ort wo alle Kräuter herkommen, der magische Garten, auch vernichtet wurde – sind sie der Verzweiflung nahe. Jedoch haben sie noch eine Flasche mit einem magischen Gewürz übrig. Schnell kochen sie den Tee und erwecken den Garten wieder zum Leben. Jedoch hat diese Kräuterfamilie Nebenwirkungen. Und da sie den Garten gerettet haben, muss die Nebenwirkung vergleichsweise hoch sein. Sie denken, dass sie das Buch verlieren werden.

### Staffel 3

#### Teil 1
In der dritten Staffel hatten die drei Freundinnen gerade den magischen Garten gerettet. Jedoch haben sie ein Gewürz verwendet, das immer eine Nebenwirkung haben wird. Zuerst denken sie, dass das Kochbuch das Opfer ist, welches sie haben bringen müssen. Jedoch ist das magische Kochbuch nicht weitergezogen. Als dann überall plötzlich magische Gewürze wachsen, denken die drei Freundinnen, dass dies der Preis für die Rettung des magischen Gartens war. Sie stoppen die Verbreitung der magischen Gewürze.
Es tritt eine neue Konkurrentin auf den Plan: Sie nennen sie die Nachtbanditin. Zuerst denken sie, dass sie die neue Besitzerin des Mama P’s ist. Jedoch stellt sich heraus, dass diese einfach die Karmaleondrachenfrucht benutzt, um ihr Aussehen zu verändern. Das Ziel der Nachtbanditin ist es, das Kochbuch für immer an sich zu binden. Dafür braucht sie aber das Magie-verstärkende Gewürz und löst ein Erdbeben aus, um daran zu kommen. Das Erdbeben legt Chucks geheime Vorratskammer frei, worin auch eine Backform ist, in welcher er zuletzt einen Kuchen unter Verwendung dieses magischen Gewürzes gebacken hatte. Die Nachtbanditin extrahiert das Gewürz.
Die Mädchen finden heraus, dass Kelly die Nachtbanditin ist. Die Nebenwirkung zur Errettung des Gartens war nicht das unaufhaltsame Wachsen von magischen Kräutern, sondern eine Manipulation von Kellys Wahrnehmung. Sie denkt, dass ihre beiden Freundinnen nur an ihr interessiert sind, solange sie Magie beherrschen. Die Freundinnen können sie durch einen Zauber vom Gegenteil überzeugen. Jedoch ist das Unheil bereits geschehen: Sie hatte die beiden dazu gebracht, mit ihr das geheime Rezept zu kochen, welches das Kochbuch für immer an sie binden würde.
Allerdings hat das Konsequenzen: Kellys Großmutter ist der Preis für ein so wichtiges Geschenk. Jetzt wollen sie alle den Zauber umkehren und erschaffen ein eigenes Gewürz. Zum Schluss zieht das magische Kochbuch weiter.
Dann erfahren Kelly, Hannah und Darby jedoch, dass Zoe die neue Beschützerin ist, da diese das Buch findet und an Kelly schickt.
Daraufhin reisen sie nach Bay City, um den neuen Beschützern beizubringen, wie sie zusammenarbeiten und die Magie nutzen können, eine Hochzeit zu retten.

#### Teil 2
Das Kochbuch ist zu den neuen Beschützern übergegangen: Zoe (Erins Tochter), Ish (Zoes Nachbarin) und Leo (Zoes Stiefbruder) und mit Hilfe von Kelly, Darbie und Hannah sind sie überzeugt, dass Magie existiert.

## Besetzung und Synchronisation
| Rolle              | Schauspieler      | Synchronsprecher |
| ------------------ | ----------------- | ---------------- |
| Kelly Quinn        | Olivia Sanabia    | Melanie Olbert   |
| Darbie O’Brien     | Abby Donnelly     | Lara Jund        |
| Hannah Parker-Kent | Aubrey K. Miller  | Lilia Duda       |
| Mama P             | Amy Hill          | Angelika Bender  |
| Gina Silvers       | Ellen Karsten     | Manuela Renard   |
| Rebecca Quinn      | Dee Wallace-Stone | Dagmar Dempe     |
| Terri Quinn        | Catia Ojeda       | Melanie Manstein |
| Jake Williams      | Judah Bellamy     | Malte Wetzel     |

## Spin-Off
Am 17. Januar 2020 wurden in Deutschland die ersten 10 Folgen des Spin-offs mit dem Namen Das geheimnisvolle Kochbuch: Geheimnisvolle Stadt veröffentlicht. Darin findet die Geschichte um das geheimnisvolle Kochbuch mit neuen Darstellern ihre Fortsetzung.